# لین شی
لین شـِی (انگلیسی: Lin Shaye؛ زادهٔ ۱۲ اکتبر ۱۹۴۳) بازیگر اهل ایالات متحده آمریکا است. وی از سال ۱۹۷۱ میلادی تاکنون مشغول فعالیت بوده‌است.

## گزیدهٔ آثار

### سینما
- فیلم کینه (۲۰۲۰)
- توطئه‌آمیز: آخرین کلید (۲۰۱۸)
- اتاق سیاه (۲۰۱۷)
- توطئه‌آمیز: قسمت ۳ (۲۰۱۵)
- سیگنال (فیلم ۲۰۱۴) (۲۰۱۴)
- توطئه‌آمیز: قسمت ۲ (۲۰۱۳)
- شهر کوچک شنبه‌شب (۲۰۱۰)
- توطئه‌آمیز (۲۰۱۰)
- گاوچران آمریکایی (۲۰۰۹)
- محافظ خواهرم (۲۰۰۹)
- داستان سیندرلا (۲۰۰۴)
- موبایل (۲۰۰۴)
- وابسته به تو (۲۰۰۳)
- نشنال لمپون نه چندان قانونی (۲۰۰۳)
- بگو اینطور نیست (۲۰۰۱)
- دیترویت راک سیتی (۱۹۹۹)
- با صدای بلند زندگی کردن (۱۹۹۸)
- حتی دختران گاوچران هم نغمه‌های بلوز را می‌فهمند (۱۹۹۵)
- آخرین پایمرد (۱۹۹۶)
- سردسته (۱۹۹۶)
- احمق و احمق‌تر (۱۹۹۴)
- دما (۱۹۹۳)
- اسلحه پر ۱ (۱۹۹۳)
- پیامبران کنار جاده (۱۹۹۲)
- مرد فراری (۱۹۸۷)
- کابوس در خیابان الم (۱۹۸۴)
- خیابان هستر (۱۹۷۵)

### تلویزیون
- درمانگاه خصوصی (۲۰۱۳)
- بخش فوریت‌های پزشکی (۲۰۰۹)
- نام من ارل است (۲۰۰۶)
- بکر (۱۹۹۸)
- فریژر (۱۹۹۶)